# Anak Krakatau
Anak Krakatau (del idioma indonesio como «hijo del Krakatoa») —también llamado Krakatoa— es un volcán joven y una de las islas de Krakatoa. La isla se encuentra en el centro de las otras tres, todas ellas localizadas en una de las zonas volcánicas más activas de Indonesia y en el mismo lugar que el antiguo volcán Krakatoa.

## Historia

Evolución topográfica del área del Krakatoa

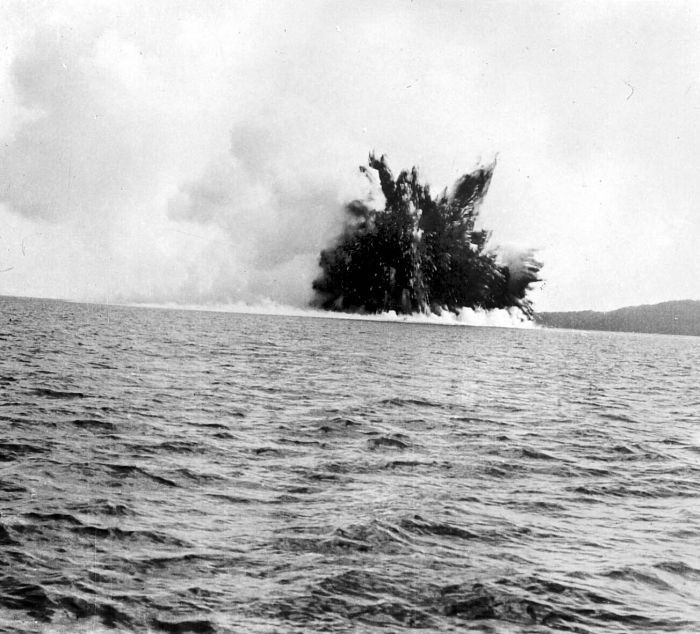
Primeras erupciones captadas del Anak Krakatau en 1927

El 27 de agosto de 1883 sucedió la catastrófica erupción del Krakatoa, causando un tsunami con olas de 22 metros y más de 36 000 personas perdieron la vida. El volcán desapareció en gran medida bajo el mar, pero en 1927 comenzaron las erupciones volcánicas de nuevo bajo el mar, y entre 1928 y 1930 apareció la isla Anak Krakatau. Las erupciones periódicas han continuado desde entonces, con erupciones recientes en 2009, 2010, 2011, 2012 y 2020 y un colapso importante en 2018. A finales de 2011, esta isla tenía un radio de aproximadamente 2 km, y un punto más alto de aproximadamente 324 m s. n. m., creciendo cinco metros al año. En 2017, la altura de Anak Krakatau se estimó que era más de 400 m s. n. m., tras un colapso en diciembre de 2018, la altura se redujo a 110 metros (361 pies).

## Geología
La isla está situada aproximadamente a 700 km al norte de la fosa de la Sonda, que marca la zona de subducción que separa la Placa australiana de la placa de la Sonda, sobre una corteza oceánica de menos de 25 km de espesor. Hace parte del cinturón de fuego del Pacífico, a su vez del arco de Sonda y Cinturón alpino. En términos geológicos, se formó recientemente dentro de la caldera de erupción del volcán Krakatoa. Toda la isla comprende un sistema de somma-estratovolcán del Holoceno tardío con presencia de un cono piroclástico. Los principales componentes de roca del Anak Krakatau incluyen andesita, dacita y basalto, con indicaciones menores de traquita.

## Colonización

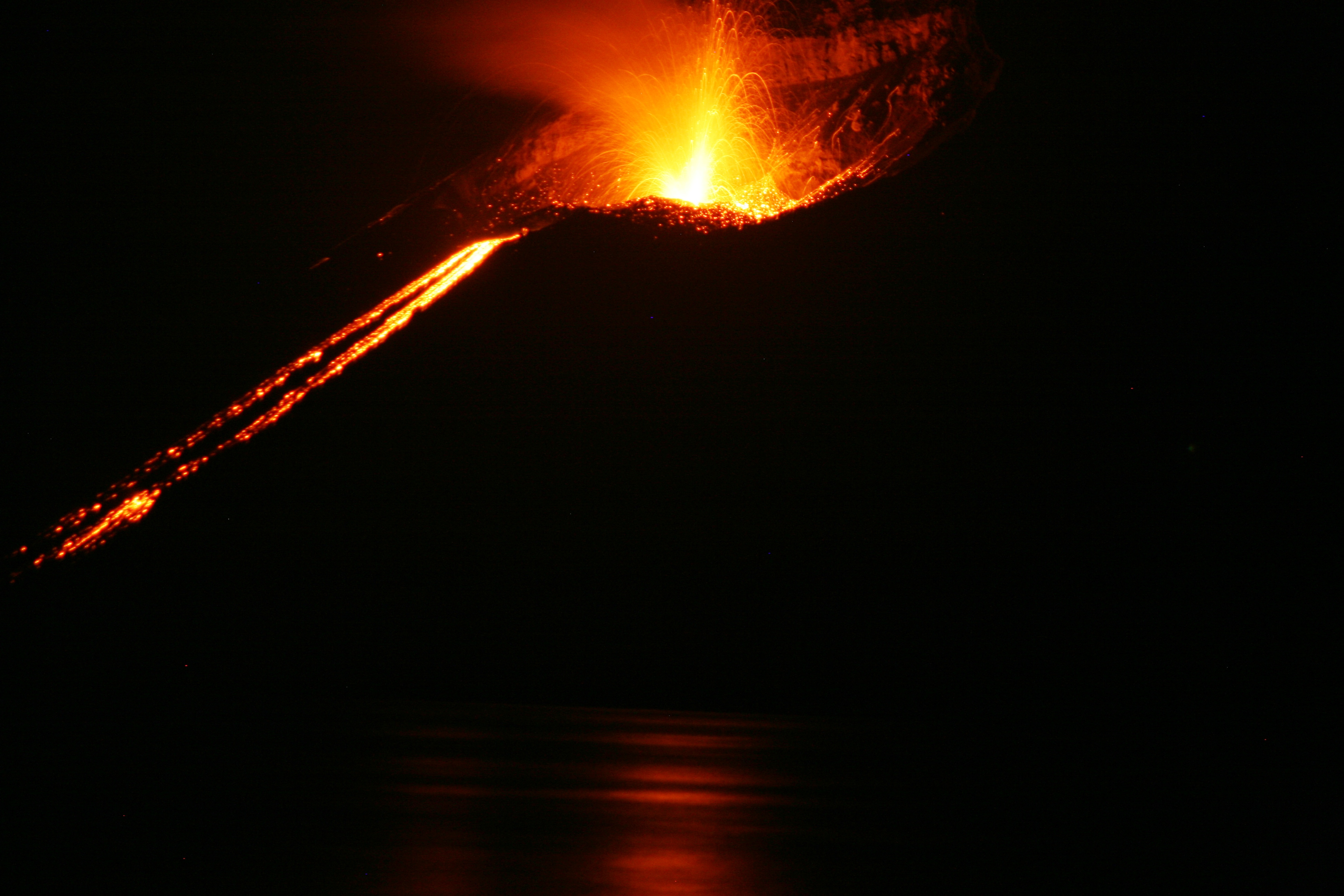
Erupción nocturna del Anak Krakatau en el año 2008

La primera forma de vida en la isla fue vegetal. Los vientos y las olas trajeron semillas de plantas jóvenes a la isla. El suelo volcánico, muy fértil, hizo que estas semillas crecieran. Los animales también vinieron a la isla. Las arañas fueron las primeras en habitarlas. La isla está deshabitada pero es visitada por turistas.

## Erupciones

### Erupción del 22 de diciembre de 2018

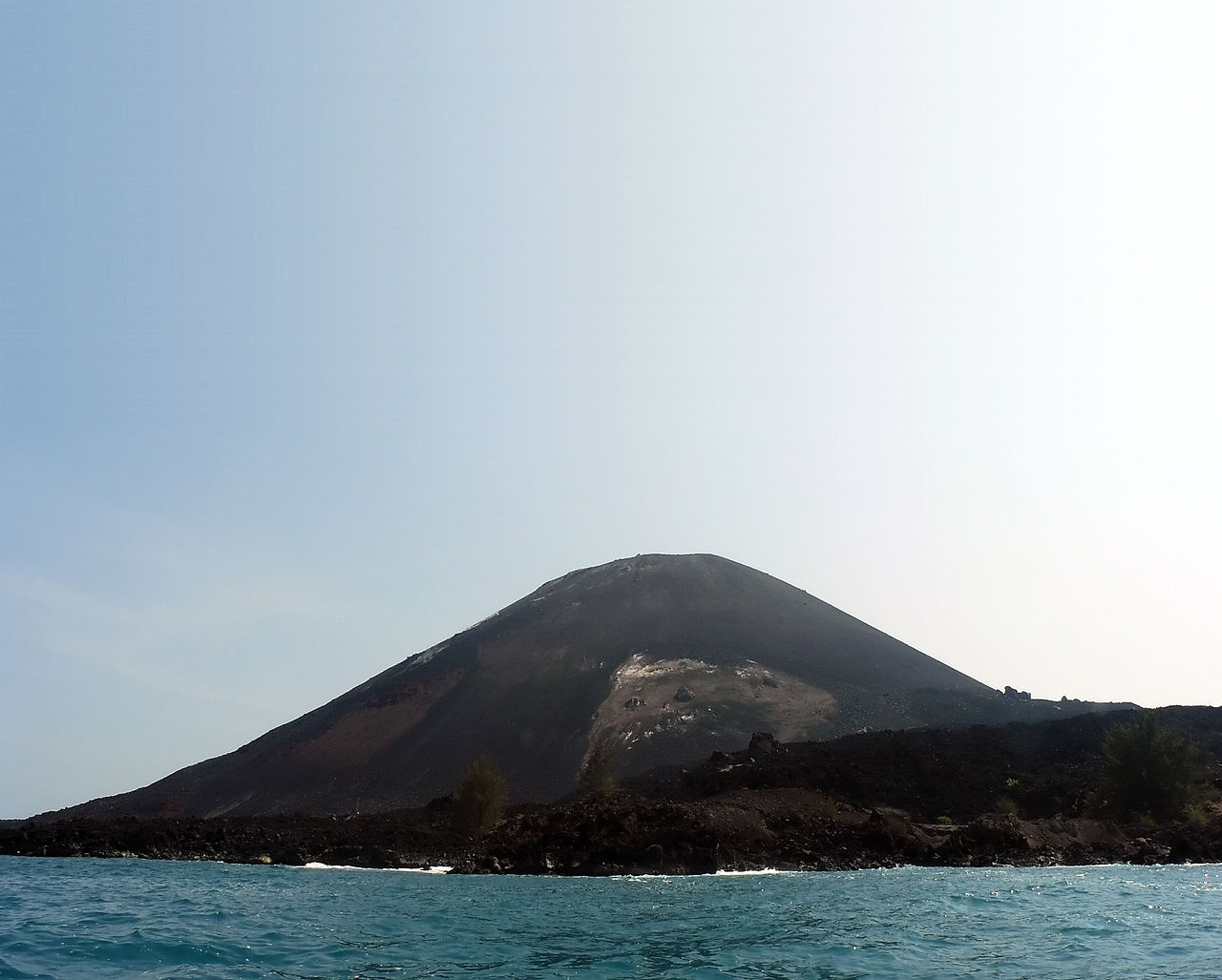
Anak Krakatau

El 22 de diciembre de 2018, —a tan solo cuatro días antes de coincidir con el decimocuarto aniversario del terremoto y tsunami de 2004 en Sumatra— un tsunami causado por una erupción del volcán Anak Krakatau en el estrecho de la Sonda golpeó la región costera de Bantén y Lampung en Indonesia. La Agencia Meteorológica, Climatológica y Geofísica de Indonesia (BMKG) atribuyó el tsunami a la marea alta y a un deslizamiento submarino causado por una erupción volcánica. Hasta el 31 de diciembre de 2018 se registraban 431 fallecidos, 15 desaparecidos, 7200 heridos, 46 646 personas evacuadas y 1778 viviendas afectadas.
El Centro de Vulcanología y Mitigación Geológica de Desastres (o PVMBG, por su sigla en indonesio) estimó que la altura máxima del monte Anak Krakatau es de 110 m s. n. m. debido a la erupción y colapso que ocasionó el tsunami, anteriormente tenía una altura de 338 m s. n. m. A raíz del fenómeno se estima que perdió entre 150 a 170 millones de metros cúbicos de volumen, actualmente posee 40 a 70 millones de metros cúbicos.

### Erupción del 10 de abril de 2020
El 10 de abril de 2020, el volcán volvió a entrar en erupción. La erupción duró 40 minutos y fue de menor energía que la de 2018. Arrojó lava y formó una columna de humo y cenizas de entre 14 y 16 km.
Medios generalistas refieren que esta erupción habría activado, además, más de quince volcanes a lo largo del Cinturón de Fuego del Pacífico, entre ellos Kliuchevskoi y Shiveluch en Rusia, Aso, Kuchinoerabu y Sakurajima en Japón, Ibu, Merapi, Semeru, Dukono y Kerinci en Indonesia, Popocatépetl en México, Sangay en Ecuador, Sabancaya en Perú y Nevados de Chillán en Chile. Aunque los geólogos y divulgadores científicos Nahún Méndez y Rubén Aguayo indican que la erupción de los volcanes de esta zona no es nada extraño y más bien es la norma, siendo falso que la erupción de este volcán haya producido la de los demás. Muchos de esos volcanes estaban en erupción desde antes del 11 de abril.